# 范标
范标（?—?），又作范摽、范𢷋、范𢶏，北魏趙郡人。盧奴縣長。
當時李訢貪污，爲了保存權勢，他就誣告好友李敷。李敷的弟弟李奕和文明太后私通，魏獻文帝非常痛恨他們兄弟，李訢和范标告發李敷，魏獻文帝非常高興，殺死了李敷、李奕、李式兄弟，提拔李訢和范标，范标於是依附李訢。後來，文明太后毒死了獻文帝，掌握政權。李訢和太后的寵臣趙黑關係也不好，范标於是誣告李訢。李訢獲罪，痛斥范标，范标說李敷對待李訢比李訢對待自己，好上百倍，而李訢還是害死了李敷，自己現在只是效法李訢。